# Орынбасар, Рауан Талгатулы
Рауан Талгатулы Орынбасар (каз. Рауан Талғатұлы Орынбасар; род. 1 марта 1998, Каракастек, Алматинская область) — казахстанский футболист, защитник клуба «Иртыш» Павлодар.

## Клубная карьера
Футбольную карьеру начал в 2017 году в составе клуба «Жетысу». 30 ноября 2020 года в матче против клуба «Каспий» дебютировал в казахстанской Премьер-лиге.

## Карьера в сборной
21 февраля 2019 года дебютировал за сборную Казахстана в товарищеском матче со сборной Молдавии.

## Достижения
«Жетысу»
- Победитель Первой лиги: 2017
- Бронзовый призёр Первой лиги: 2022

## Статистика выступлений

### Клубная карьера
| Клуб             | Сезон            | Лига | Лига | Кубки | Кубки | Еврокубки | Еврокубки | Итого | Итого |
| Клуб             | Сезон            | Игры | Голы | Игры  | Голы  | Игры      | Голы      | Игры  | Голы  |
| ---------------- | ---------------- | ---- | ---- | ----- | ----- | --------- | --------- | ----- | ----- |
| Жетысу           | 2017             | 4    | 0    | 1     | 0     | —         | —         | 5     | 0     |
| Жетысу           | 2018             | 0    | 0    | —     | —     | —         | —         | 0     | 0     |
| Жетысу           | 2019             | 0    | 0    | —     | —     | —         | —         | 0     | 0     |
| Жетысу           | 2020             | 1    | 0    | —     | —     | —         | —         | 1     | 0     |
| Жетысу           | 2021             | 16   | 0    | 2     | 0     | —         | —         | 18    | 0     |
| Жетысу           | 2022             | 22   | 2    | 3     | 0     | —         | —         | 25    | 2     |
| Жетысу           | 2023             | 5    | 0    | 0     | 0     | —         | —         | 5     | 0     |
| Жетысу           | 2024             | 12   | 0    | 3     | 0     | —         | —         | 15    | 0     |
| Жетысу           | Итого            | 60   | 2    | 9     | 0     | —         | —         | 69    | 2     |
| → Жетысу М       | 2016             | 19   | 0    | —     | —     | —         | —         | 19    | 0     |
| → Жетысу М       | 2017             | 16   | 0    | —     | —     | —         | —         | 16    | 0     |
| → Жетысу М       | 2022             | 1    | 0    | —     | —     | —         | —         | 1     | 0     |
| → Жетысу М       | 2023             | 4    | 0    | —     | —     | —         | —         | 4     | 0     |
| → Жетысу М       | Итого            | 40   | 0    | —     | —     | —         | —         | 40    | 0     |
| → Жетысу Б       | 2018             | 28   | 1    | —     | —     | —         | —         | 28    | 1     |
| → Жетысу Б       | 2019             | 19   | 2    | —     | —     | —         | —         | 19    | 2     |
| → Жетысу Б       | 2020             | 11   | 2    | —     | —     | —         | —         | 11    | 2     |
| → Жетысу Б       | Итого            | 58   | 5    | —     | —     | —         | —         | 58    | 5     |
| Всего за карьеру | Всего за карьеру | 158  | 7    | 9     | 0     | —         | —         | 167   | 7     |

### Выступления за сборную
| Сборная   | Год   | Отборочные матчи ЧМ | Отборочные матчи ЧМ | Отборочные матчи ЧЕ | Отборочные матчи ЧЕ | Лига наций УЕФА | Лига наций УЕФА | Товарищеские матчи | Товарищеские матчи | Итого | Итого |
| Сборная   | Год   | Игры                | Голы                | Игры                | Голы                | Игры            | Голы            | Игры               | Голы               | Игры  | Голы  |
| --------- | ----- | ------------------- | ------------------- | ------------------- | ------------------- | --------------- | --------------- | ------------------ | ------------------ | ----- | ----- |
| Казахстан | 2019  | −                   | −                   | −                   | −                   | −               | −               | 1                  | 0                  | 1     | 0     |
| Итого     | Итого | −                   | −                   | −                   | −                   | −               | −               | 1                  | 0                  | 1     | 0     |